# Odontocolon albotibiale
Odontocolon albotibiale là một loài tò vò trong họ Ichneumonidae.